# Merle Jääger
Merle Jääger, írói álnevén Merca (Tallinn, 1965. október 19.) észt színésznő, költő, író. Az 1980-as évek elején és közepén kialakuló észt punk előadójaként a „tiltakozás bárdjának” nevezték. Színészi pályafutása az 1980-as évek végén indult, és azóta számos jelentős díjat kapott színpadi alakításaiért.

## Családja és tanulmányai
Tallinnban született, nevelkedett, és ott végezte el az elemi iskolát és a középiskolát. Apja vasúti munkás, anyja könyvelő volt. 1983-tól a Tallini Állami Konzervatóriumban (ma Észt Zenei és Színházi Akadémia) színművészetet tanult. Évfolyamtársai Elmo Nüganen, Raivo E. Tamm és Anne Reemann voltak.

## Pályafutása

### Színészként
Miután elvégezte a konzervatóriumot, 1988-ban a tartui Vanemuine színházba szerződtették. Végzősként Hamletet játszotta William Shakespeare darabjában, amit a tallini Szent Katalin-kolostorban adtak elő, illetve Olga Szergejevna Prozorovát Csehov Három nővérében a viljandi Ugala színházban. A Vanemuine színházban első szerepei Florence (Robert Thomas: Trap for a Lonely Man) és Lady Macduff (William Shakespeare: Macbeth) voltak, mindkettő 1988-ban. A Vanemuine színházban eltöltött idő alatt olyan külföldi szerzők műveiben lépett fel, mint Johann Wolfgang von Goethe, Oscar Wilde, René Highway, Witold Gombrowicz, Jean Anouilh, Biljana Srbljanović, Charlotte Jones, Tom Stoppard, Arthur Miller, Algot Untola, Edward Albee, C. S. Lewis, Jule Styne, Billy Roche, Ödön von Horváth, Brian Friel, Sherman fivérek, Tim Firth, Anton Pavlovics Csehov, Robert James Waller, Ingmar Bergman, Velma Wallis, J. B. Priestley, Kander és Ebb és Ray Cooney. Emlékezetes alakításokat nyújtott számos észt író, köztük Kauksi Ülle, Eduard Vilde, Oskar Luts, Ilmar Külvet, Bernard Kangro, Kati Vatmann, Madis Kõiv, Andrus Kivirähk, Andra Teede és Meelis Friedenthal darabjaiban.
2006 óta fellépett a Hansa Hoovi színház humoros nyári előadásain is. Két darabot is írt, Saun és Kolhoos címmel, amelyeket itt adtak elő 2008-ban illetve 2009-ben, melyekben maga is fellépett. A szetu kultúra és identitás megőrzésének céljával alapított Taarka Örökség Színház ametőr együttese számára is írt, rendezett darabokat, és fel is lépett velük.
Első jelentős televíziós szerepét az Észt Televízió (ETV) 1992-es két részes drámájában kapta, amely Oskar Luts 1914-ben írt Soo című regényén alapult. 2009-ben Miiát alakította a Kanal 2 Kelgukoerad című krimisorozatának hat epizódjában. További észt televíziós sorozatok, amelyekben szerepelt: Kättemaksukontor (2013), Padjaklubi (2014), valamint Viimane võmm és Restart (2015).
1988-ban debütált filmen, egy kis szerepet kapott az Elo Tust-rendezte Noid című rövidfilmben. Első komolyabb szerepe Lembala, Lembitu 13. századi észt fejedelem felesége volt a 2005-ös Malev (Harcra fel) című történelmi vígjátékban. Ezt követte egy történelemtanár a 2007-es Klass (Az osztály) című drámában. A film számos nemzetközi díjat nyert és ez volt Észtország jelöltje a legjobb nemzetközi játékfilm kategóriában a 80. Oscar-gálán. SZintén 2007-ben eljátszotta az anyát Kadri Kõusaar Magnus című családi drámájában. 2011-ben Aarne Üksküla mellett lépett fel a Mart Kivastik-rendezte Üks mu sõber című filmjében. További játékfilmjei: Õnn tuleb magades (2016), Rohelised kassid (2017) és Klassikokkutulek 2: Pulmad ja matused (2018, René Vilbre Klassikokkutulek című vígjátékának a folytatása). 2019-ben a 20. század elején élt Hilarna Taarka szetu népdalénekesnőt alakította Hardi Volmer Johannes Pääsukese tõeline elu című történelmi vígjátékában.
Ezen felül több diákfilmben és rövidfilmben is szerepet vállalt, köztük Eve szerepét a népszerű 2006-os Tulnukas ehk Valdise pääsemine 11 osas című komédiában, amelyet Rasmus Merivoo rendezett.
1999 óta az Észt Színházi Szövetség és 1993 óta az Észt Színészszövetség tagja.

### Költőként

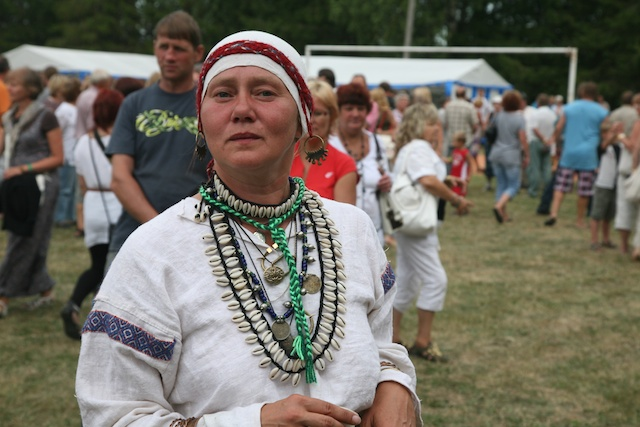
Merle Jääger a Szetu Királyság napján 2011. augusztusban

1986 óta jelennek meg versei Merca álnéven, amelyeket az 1980-as évek elején és közepén kialakuló észt punk ihletett, amikor még az Észt SZSZK közvetlenül a Szovjetunió kormányának volt alárendelve. Nyílt, közvetlen és gyakran konfrontatív műveivel egyfajta enfant terrible lett, akit a „tiltakozás bárdjának” neveztek. 1988-ban a Vennaskond punk rock együttes énekesével, Tõnu Trubetskyvel dolgozott együtt két dalon, amelyek utóbb helyet kaptak az Eesti Raamat által kiadott Pogo című kötetben.
1988-ban Jääger a legfiatalabb volt az észt Wellesto kulturális és irodalmi csoport 24 alapítója közül. A csoportban olyan neves értelmiségiek vettek részt, mint Madis Kõiv, Maimu Berg, Mati Hint, Sven Grünberg, Doris Kareva, Rein Kruus, Toomas Liiv, Ivar Ivask, Toomas Raudam, Hasso Krull, Linnart Mäll, Jaan Undusk, Haljand Udam, Olev Remsu, Mati Sirkel, Ülu Aaloe és a későbbi észt elnök, Toomas Hendrik Ilves.
2000-ben az Észt Írószövetség tagja lett.
Verseskötetek
- Merca by air mail (1989)[20]
- MercAmerka: teine Ameerika-valimik (1989)[21]
- Vana libu hommik (1998)[22]
- Hele häärber (2005)[23]
- Narrivile (2007)[24]

Könyvek
- Mees (2009)[25]
- Jututulbad / Storypillars (2015)[26]

## Politikai szerepvállalása
Merle Jääger a Tartu Városi Tanács tagja, és a tanács kulturális bizottságában tevékenykedik, az Isamaa ja Res Publica Liit párt illetve az Észt Szabad Párt tagjaként. Jääger az Észt Függetlenség Párt jelöltjeként részt vett a 2014-es észt európai parlamenti választáson, de csak 178 szavazatot szerzett.

## Magánélete
Egy gyermeke van egy válással végződött házasságból. Hosszú távú kapcsolatban él Imre Toomeoks ügyelővel. A család egy tanyán él Võrumaában.

## Elismerései
- Voldemar Panso-díj (1988)
- Drama '96 díj (1996)
- Ants Lauter-díj (1997)
- Észt Színházi Szövetség díja: legjobb színésznő (1998)
- Drama '99 díj: legjobb színésznő (1999)
- Észt Színházi Szövetség díja: legjobb mellékszereplő színésznő (2014)[5]

## Fordítás
Ez a szócikk részben vagy egészben  a   Merle Jääger című angol Wikipédia-szócikk ezen változatának fordításán alapul.  Az eredeti cikk szerkesztőit annak laptörténete sorolja fel. Ez a jelzés csupán a megfogalmazás eredetét és a szerzői jogokat jelzi, nem szolgál a cikkben szereplő információk forrásmegjelöléseként.